# Berit Mørdre Lammedal
Berit Mørdre Lammedal (Nes, 16 aprile 1940 – 23 agosto 2016) è stata una fondista norvegese.

## Palmarès
Olimpiadi
- 3 medaglie:
  - 1 oro (staffetta 3x5 km a Grenoble 1968)
  - 1 argento (10 km a Grenoble 1968)
  - 1 bronzo (staffetta 3x5 km a Sapporo 1972)

Mondiali
- 1 medaglia:
  - 1 argento (staffetta 3x5 km a Oslo 1966)